# Miroslav Konštanc Adam
Miroslav Konštanc Adam OP (ur. 2 sierpnia 1963 w Michalovcach) – słowacki duchowny katolicki, dominikanin.

## Życiorys
24 czerwca 1995 otrzymał święcenia kapłańskie. Doktoryzował się w 2001 z prawa kanonicznego na Angelicum.
26 marca 2012 został ogłoszony nowym rektorem Papieskiego Uniwersytetu Świętego Tomasza z Akwinu w miejsce Charlesa Morerod.
22 marca 2016 został mianowany audytorem Roty Rzymskiej.